# Compsoptera argentaria
Compsoptera argentaria là một loài bướm đêm trong họ Geometridae.